# Енді Руїз
Енді Руїз (англ. Andres Ponce Ruiz Jr., нар. 11 вересня 1989, Імперіал (Каліфорнія)) — американський професійний боксер мексиканського походження, що виступає у важкій вазі, відомий тим, що поєднує пухкий живіт з неймовірною швидкістю рук. Чемпіон світу (2019) за версіями WBA Super, WBO, IBF, IBO. Перший мексиканський і другий з Латинської Америки чемпіон світу у важкій вазі.

## Ранні роки
Руїз народився в м. Імперіал, Каліфорнія в родині мексиканських емігрантів. Коли Енді було лише 6 років його батько змусив його займатися боксом, заборонивши грати в бейсбол. І вже через рік у Енді був перший аматорський бій в Сан-Дієго, Каліфорнія.

## Любительська кар'єра
За свою любительську кар'єру Руїз під керівництвом кубинського тренера Фернандо Феррера набив рекорд 105-5. Він двічі перемагав на молодіжних Мексиканських Олімпійських іграх і вигравав турнір World Ringside Championship у важкій вазі.
Виступав у кваліфікаційному турнірі до Літніх Олімпійських ігор 2008 представляючи Мексику, але не пройшов відбір.

## Професійна кар'єра
Перший бій у професійній кар'єрі провів у віці 19 років 28 березня 2009 року. Три перші бої провів на історичній батьківщині — Мексиці, надалі виступав у США. В суперниках у Енді були в основному маловідомі боксери, але серед інших 7 липня 2012 року технічним нокаутом у 8 раунді Руїз переміг Джонте Вілліса, чемпіона США серед аматорів 2006 року.

### Руїз проти Генкса
На четвертий рік професійних виступів Енді отримав перший титульний шанс — 27 липня 2013 року в Макао відбувся бій за вакантний титул інтерконтинентального чемпіона за версією WBO Енді Руїз (19-0, 13КО) — Джо Генкс (21-0, 14КО). Очікувалося, що це буде конкурентний бій, але Руїз домінував з перших секунд бою, періодично забиваючи Генкса, а у 4 раунді він провів два потужних бокових, відправивши Генкса в нокдаун. Той піднявся на рахунок 10 тільки для того, щоб в наступній миттєвій атаці Руїза вилетіти на канати, після чого поєдинок був зупинений.

### Руїз проти Гамера
24 листопада 2014 року знову в Макао Енді провів захист титулу проти переможця любительського турніру Золоті Рукавички 2008 року Тома Гамера (21-2, 14КО) і здобув перемогу технічним рішенням після третього раунду, коли суперник відмовився продовжувати бій.
17 травня 2014 року Руїз після перемоги над Мануелем К'єзадою додав титул чемпіона за версією NABF.

### Руїз проти Ляховича
20 грудня 2014 року Енді Руїз зустрівся в бою з колишнім чемпіоном світу за версією WBO білорусом Сергієм Ляховичем. Руїз провів бій в атаках, викидаючи багато ударів, але ні разу не потряс Ляховича і здобув одностайну перемогу за очками. Руїз втретє захистив інтерконтинентальний титул WBO.

### Руїз проти Паркера
10 грудня 2016 року у Окленді (Нова Зеландія) відбувся бій за вакантне звання чемпіона світу за версією WBO Енді Руїз (29-0, 19КО) — Джозеф Паркер (21-0, 18КО). Бій вийшов не дуже видовищним. Паркер діяв дуже обережно. За весь бій суперники завдали на двох не більше десяти точних силових ударів. За підсумками 12 раундів судді віддали перемогу новозеландцю рішенням більшості — 115—113 двічі і 114—114.
У 2018 році Руїз вдало провів бої, перемігши Девіна Варгаса і Кевіна Джонсона, але заради подальшого розвитку кар'єри вирішив припинити співпрацю зі своїми промоутерами з Top Rank і уклав угоду з Елом Геймоном.

### Руїз проти Димитренко
20 квітня 2019 року Енді  граючись зламав опір колишнього українця, який представляв Німеччину, Олександра Димитренко. Бій тривав лише 5 раундів, в кожному з яких Руїз виглядав набагато краще суперника. Димитренко ні разу не був в нокдауні, але після 5 раунду відмовився продовжувати бій. Руїсу була присуджена перемога технічним нокаутом.

### Руїз проти Джошуа
Діючий чемпіон світу за версіями WBA Super, WBO, IBF, IBO Ентоні Джошуа планував 1 червня 2019 року провести дебютний на американському континенті поєдинок проти американського важковаговика Джарелла Міллера, але у квітні американець попався на вживанні допінгу і був позбавлений ліцензії. Команда Джошуа вирішила не відміняти бій, а терміново знайти заміну. Вибір було зроблено на користь Енді Руїза, що незадовго до цього розім'явся на Димитренко і висловив готовність замінити Міллера.
1 червня 2019 року в Медісон-сквер-гарден, Нью-Йорк в бою Енді Руїз - Ентоні Джошуа відбувся найбільший апсет у важкій вазі з часу бою Леннокс Льюїс - Хасим Рахман у 2001 році.
На думку експертів до того непереможний Джошуа (22-0, 21КО) був безумовним фаворитом поєдинку. Ентоні сам і його промоутер Едді Гірн розглядали цей бій як розминку перед боєм з чемпіоном WBC Деонтеєм Вайлдером. Але Руїз вийшов на бій не номер відбувати. Коли Джошуа у 3 раунді надіслав Енді у нокдаун, здавалося що чемпіон швидко здобуде чергову дострокову перемогу. Та Руїз піднявся, свідомо пішов у розмін з кинувшимся на добивання Джошуа і зумів сам потрясти і надіслати в нокдаун суперника. До кінця раунду Енді зумів ще раз звалити Ентоні на настил рингу. В наступних раундах здавалося, що Ентоні відновився, але у 7 раунді Руїзу вдалося провести ще кілька вражаючих серій і ще двічі надіслати Джошуа в нокдаун. Британець виглядав ошелешеним і стоячи в куту рингу не дав рефері переконливої відповіді про бажання продовжувати бій. Йому було зараховано поразку. Джошуа втратив усі пояси чемпіона, а Руїс став першим мексиканським чемпіоном у важкій вазі.
За бій, що закінчився його перемогою, Руїз отримав 5,6 млн євро, що стало рекордним гонораром у його кар'єрі, але у 4 рази менше того, що отримав Джошуа — 22,5 млн євро.

### Руїз проти Джошуа II
Майже відразу після бою Джошуа активував опцію реваншу в контракті, щоб зустрітися з Руїзом в листопаді-грудні 2019 року. Але перемовини сторін Джошуа і Руїза спочатку зайшли в глухий кут через те, що команда британця хотіла організувати реванш у Великій Британії в Кардіффі, а сторона чемпіона наполягала на Нью-Йорку. У серпні з'явилася інформація, що бій може відбутися у Саудівській Аравії, від шейхів якої обидва боксери отримали дуже привабливі фінансові пропозиції. 9 серпня на сторінці "Matchroom Boxing" було офіційно оголошено, що бій між чемпіоном світу за версіями WBA Super, WBO, IBF і IBO Енді Руїзом і колишнім чемпіоном Ентоні Джошуа відбудеться 7 грудня 2019 року у Ед-Дірійя, передмісті Ер-Ріяда, Саудівська Аравія. Але Едді Гірн припустився помилки, оголосивши про проведення бою до підписання контракту обома боксерами, і вже наступного дня 10 серпня бій опинився під загрозою зриву. Руїз відмовлявся підписувати контракт на реванш, поки йому не підвищать гарантований гонорар. Та все ж Гірн владнав справи з Руїзом, і обидва боксери підписали контракт. Гонорар мексиканця за цей бій складе близько 20 млн $, що, незважаючи на його статус чемпіона, буде набагато менше того, що отримає Джошуа за будь-якого результату — 66 мільйонів фунтів стерлінгів (майже 87 млн $). Британець щохвилини бою в разі його тривалості 12 раундів буде отримувати 1,8 мільйонів фунтів стерлінгів.
Реванш Енді Руїз - Ентоні Джошуа пройшов на спеціально до цієї події збудованій Дірійя Арені. Джошуа підійшов до  бою легшим, а Руїз навпаки важчим у порівнянні з їх першим поєдинком, що і визначило обрану тактику на бій. Енді увесь час намагався зблизитись, а Ентоні, не зупиняючись ні на мить, намагався триматися на безпечній дистанції. Бій вийшов абсолютно не видовищним. Джошуа, використовуючи джеб, переграв Руїза, що і засвідчили суддівські картки — двічі 118-110 і 119-109, і повернув собі титули WBA, WBO, IBF і IBO.
1 травня 2021 року Руїз провів перший бій після поразки від Ентоні Джошуа, здобувши перемогу одностайним рішенням над американцем Крісом Арреолою.
4 вересня 2022 року здобув перемогу одностайним рішенням в бою за звання обов'язкового претендента на титул WBC над кубинцем Луїсом Ортісом, по ходу бою тричі надіславши того в нокдаун.
3 серпня 2024 року звів унічию важкий для обох поєдинок з американцем Джареллом Міллером.